# 王伏雄
王伏雄（1913年10月16日—1995年3月10日），男，浙江兰溪人，中国植物学家。曾任中国科学院植物研究所研究员。

## 生平
1932年毕业于浙江省立高级中学（今浙江省杭州高级中学）1936年毕业于清华大学生物系。1941年清华大学研究院毕业，获硕士学位。1946年获美国伊利诺伊大学博士学位。1980年当选为中国科学院院士（学部委员）。